# Bellefonte, Arkansas
Bellefonte är en kommun (town) i Boone County i Arkansas. Vid 2020 års folkräkning hade Bellefonte 411 invånare. Bellefonte förlorade knappt valet av countyts administrativa huvudort mot Harrison.